# Gary Locke
Gary Faye Locke, född 21 januari 1950 i Seattle, Washington, är en amerikansk demokratisk politiker och diplomat. Han var USA:s handelsminister 2009–2011.
Locke är född i USA, men hans familj härstammar från Taishan i Guangdong-provinsen.
Han var guvernör i delstaten Washington 1997–2005. Han är den första amerikanen av kinesisk härkomst som har varit guvernör i en delstat. Sedan den 1 augusti 2011 är han USA:s ambassadör i Kina.